# Devils' Line
Devils' Line (デビルズライン Debiruzu Rain?) es una serie de manga japonesa de fantasía oscura escrita e ilustrada por Ryo Hanada. Fue serializado en la revista de manga seinen de Kōdansha Monthly Morning Two desde marzo de 2013 hasta diciembre de 2018. El manga tiene licencia para su lanzamiento en inglés en Norteamérica por Vertical. Una adaptación de la serie de televisión de anime de Platinum Vision se emitió de abril a junio de 2018.

## Personajes
Yūki Anzai (安斎結貴 Anzai Yuki?)
 Seiyū: Yoshitsugu Matsuoka
Tsukasa Taira (平つかさ Taira Tsukasa?)
 Seiyū: Yui Ishikawa
Hans Lee (李ハンス Ri Hansu?)
 Seiyū: Ryōhei Kimura
Takashi Sawazaki (沢崎孝 Sawasaki Takashi?)
 Seiyū: Yoshimasa Hosoya
Juliana Lloyd (ジュリアナ・ロイド Juriana Roido?)
 Seiyū: Miyuki Sawashiro
Kirio Kikuhara (菊原桐郎 Kikuhara Kirirō?)
 Seiyū: Takahiro Sakurai
Takeshi Makimura (牧村武史 Makimura Takeshi?)
 Seiyū: Hiroshi Kamiya
Nanako Tenjō (天城那々子 Tenjō Nanako?)
 Seiyū: Nao Tōyama
Kenichi Yoshii (吉井健一 Yoshii Ken'ichi?)
 Seiyū: Shouta Aoi
Yōsuke Asami (朝海洋祐 Asami Yōsuke?)
 Seiyū: Kazuyuki Okitsu
Naoya Ushio (牛尾直也 Ushio Naoya?)
 Seiyū: Ryōta Ōsaka
Megumi Ishimaru (石丸惠巳 Ishimaru Megumi?)
 Seiyū: Akira Ishida
Midori Anzai (安斎みどり Anzai Midori?)
 Seiyū: Mayumi Asano
Tamaki Anzai (安斎環 Anzai Tamaki?)
 Seiyū: Mamoru Miyano
Shōta Akimura (秋村肖太 Akimura Shōta?)
 Seiyū: Hiro Shimono
Ryūsei Yanagi (柳劉生 Yanagi Ryūsei?)
 Seiyū: Satoshi Hino
Ryūnosuke Katagiri (片桐龍之介 Katagiri Ryūnosuke?)
 Seiyū: Daisuke Hirakawa

## Contenido de la obra

### Manga
Devils' Line está escrita e ilustrada por Ryo Hanada y fue serializado en la revista de manga seinen de Kōdansha Monthly Morning Two del 22 de marzo de 2013 al 22 de diciembre de 2018. Se publicó una serie de capítulos adicionales en la revista del 22 de enero al 22 de mayo de 2019. Kōdansha recopiló sus capítulos en trece volúmenes de tankōbon, publicados del 20 de septiembre de 2013 al 22 de febrero de 2019. El 21 de junio de 2019 se publicó un volumen adicional, catalogado como decimocuarto.
Una secuela de la serie manga, titulada Devils' Line II: Trigger, comenzó a publicarse en la misma revista el 20 de enero de 2022. Morning Two dejó de publicarse en forma impresa y pasó a un lanzamiento digital a partir del 4 de agosto de 2022.
En Norteamérica, Vertical obtuvo la licencia del manga para su lanzamiento en inglés. Los catorce volúmenes se publicaron del 24 de mayo de 2016 al 24 de marzo de 2020.

### Anime
Se anunció una adaptación de anime en Monthly Morning Two el 22 de julio de 2017. La serie está dirigida por Hideaki Nakano en el estudio de animación Platinum Vision, con Ryouma Mizuno como asistente de dirección. Kenji Konuta y Ayumu Hisao han escrito la serie. Pony Canyon Enterprises produjo la serie. La música está compuesta por Kana Shibue y grabada por King Records. El tema de apertura es "Eclipse" de Shouta Aoi, y el tema de cierre es "Sotto Toketeyuku Yō ni" de Mamoru Miyano. La serie se emitió del 7 de abril al 23 de junio de 2018. Se transmitió en AT-X, Tokyo MX, BS11, Sun TV y KBS Kyoto. Sentai Filmworks obtuvo la licencia del anime en América del Norte, las islas británicas, Australasia y otras regiones, y transmitió la serie en HIDIVE.